# Jurij Glazkov
Jurij Nikolajevič Glazkov, rusky Глазков, Юрий Николаевич, (2. října 1939 Moskva, SSSR – 9. prosince 2008 Moskva, Ruská federace) byl sovětský kosmonaut ruské národnosti. Do kosmu letěl jako palubní inženýr v roce 1977.

## Život

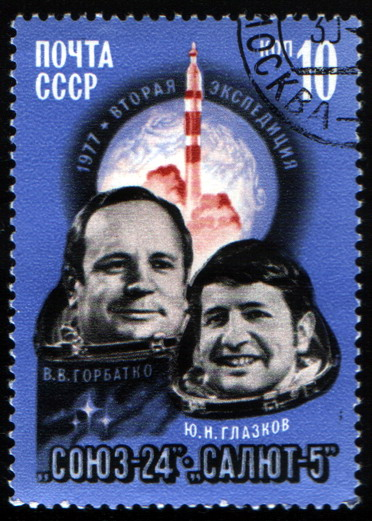
Glazkov (vpravo) a Gorbatko na sovětské poštovní známce

### Mládí a výcvik
Už během základní školy se rozhodl stát se vojenským letcem. Přešel do stavropolského suvorovského vojenského učiliště a v roce 1957 do vojenského leteckého učiliště v Charkově. V roce 1965 se na vlastní žádost po absolvování lékařských testů dostal do Hvězdného městečka kvůli výcviku kosmonautem. Součástí výcviku byl parašutismus a létání, trénoval na československém cvičném reaktivním letounu L-29. Po dvou letech tréninku obdržel jmenování kosmonautem. Na svůj let musel čekat 12 let. Často pracoval v Jevpatorii, v řídícím středisku na Krymu, při letech kolegů býval na námořních lodích zajišťujících zázemí letů v Atlantiku. Roku 1965 získal hodnost staršího inženýra – velitele. Mezi své záliby uváděl čtení knih, miloval Melvilleho Bílou velrybu. A později již při výcviku začal s vyřezáváním dřevěných figurek.

### Let do vesmíru
V únoru 1977 byl ve funkci palubního inženýra v posádce kosmické lodi Sojuz 24, která startovala z Bajkonuru, spolu s ním letěl k stanici Saljut 5 Viktor Gorbatko. Let trval 425 hodin, byl zakončen přistáním kabiny na padácích na území Kazachstánu..
- Sojuz 24 (7. února 1977 – 25. února 1977)

### Po letu
V roce 1990 byl povýšen na generálmajora a stal se v letech 1990 – 1996 zástupcem velitele Hvězdného městečka.